# Namur (métro de Montréal)
Pour les articles homonymes, voir Namur (homonymie).
Namur est une station de la ligne orange du métro de Montréal. située dans l'arrondissement Côte-des-Neiges–Notre-Dame-de-Grâce.
Elle est mise en service en 1984, lors d'un prolongement de la ligne. Elle dispose d'une installation, œuvre de Pierre Granche.

## Situation sur le réseau

Plan du métro en 2021

Établie en souterrain, Namur est une station de la ligne orange du métro de Montréal, située entre la station De la Savane, en direction de la station terminus Côte-Vertu, et de la station Plamondon, en direction de la station terminus Montmorency.

## Histoire
La station Namur, établie en souterrain, est mise en service le 9 janvier 1984, lors de l'ouverture à l'exploitation du prolongement de Plamondon à Du Collège de la ligne orange du métro de Montréal. Elle est due aux architectes Labelle, Marchand et Geoffroy. Elle est nommée en référence à la rue de Namur, située à proximité, qui elle-même a pour origine de son nom, la ville de Namur en Belgique. Plusieurs rues autour rappellent la Belgique, dont la ville de Namur. Elle est l'unique station du réseau à porter le nom d'une ville européenne.
Elle s'est brièvement appelée Station de Namur entre mai et novembre 2014, avant que la Société de transport de Montréal ne revienne sur sa décision,.
La ville de Namur offre à la ville de Montréal, en 2017, huit panneau sur Namur et son environnement pour être installés dans la station.

## Services aux voyageurs

### Accès et accueil
La station dispose d'un seul édicule d'accès, situé au 7405, boulevard Décarie. 
L'édicule contient deux sorties: Une vers la Rue Décarie et une vers la Rue Jean-Talon. 

Installations
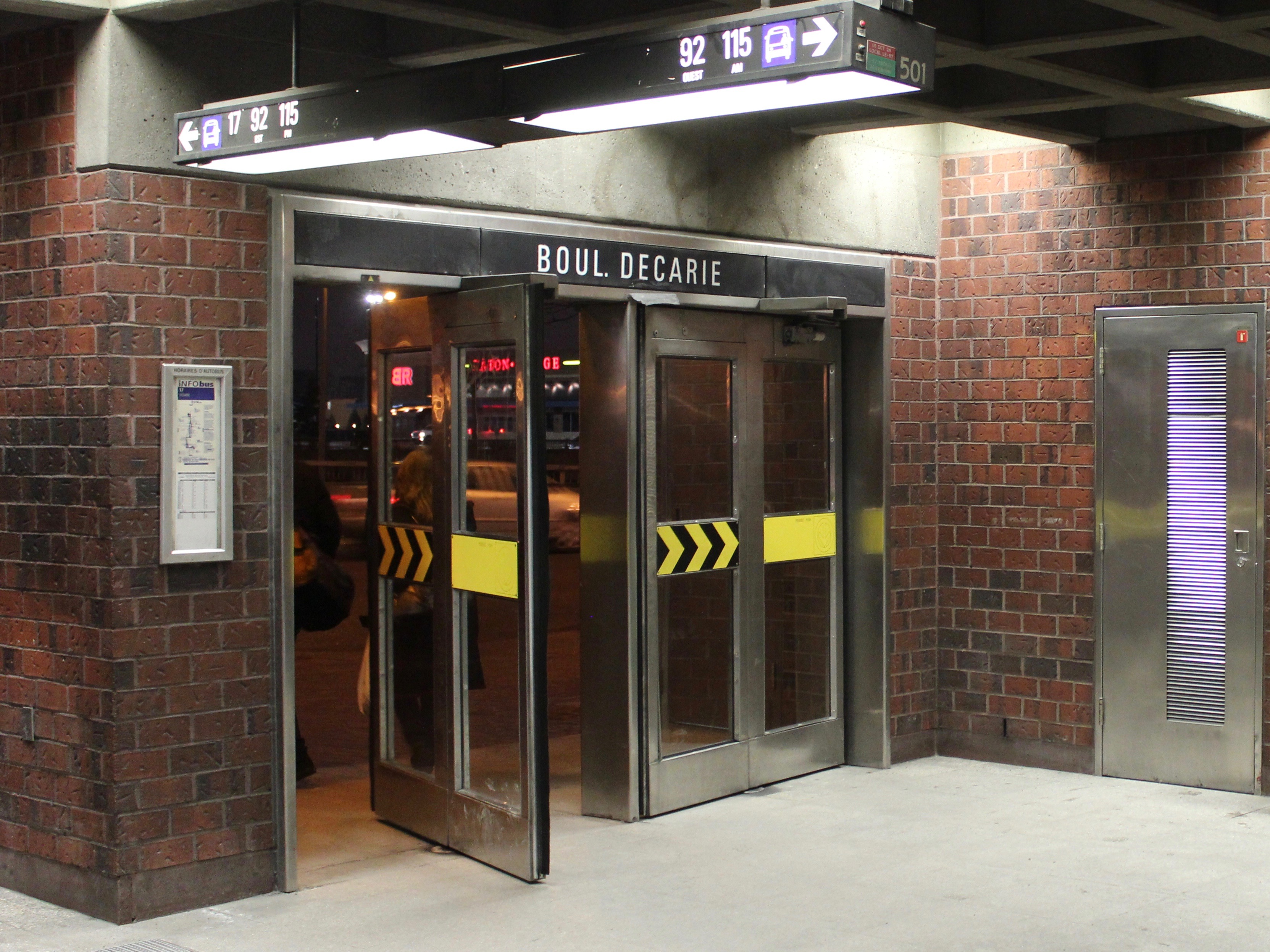
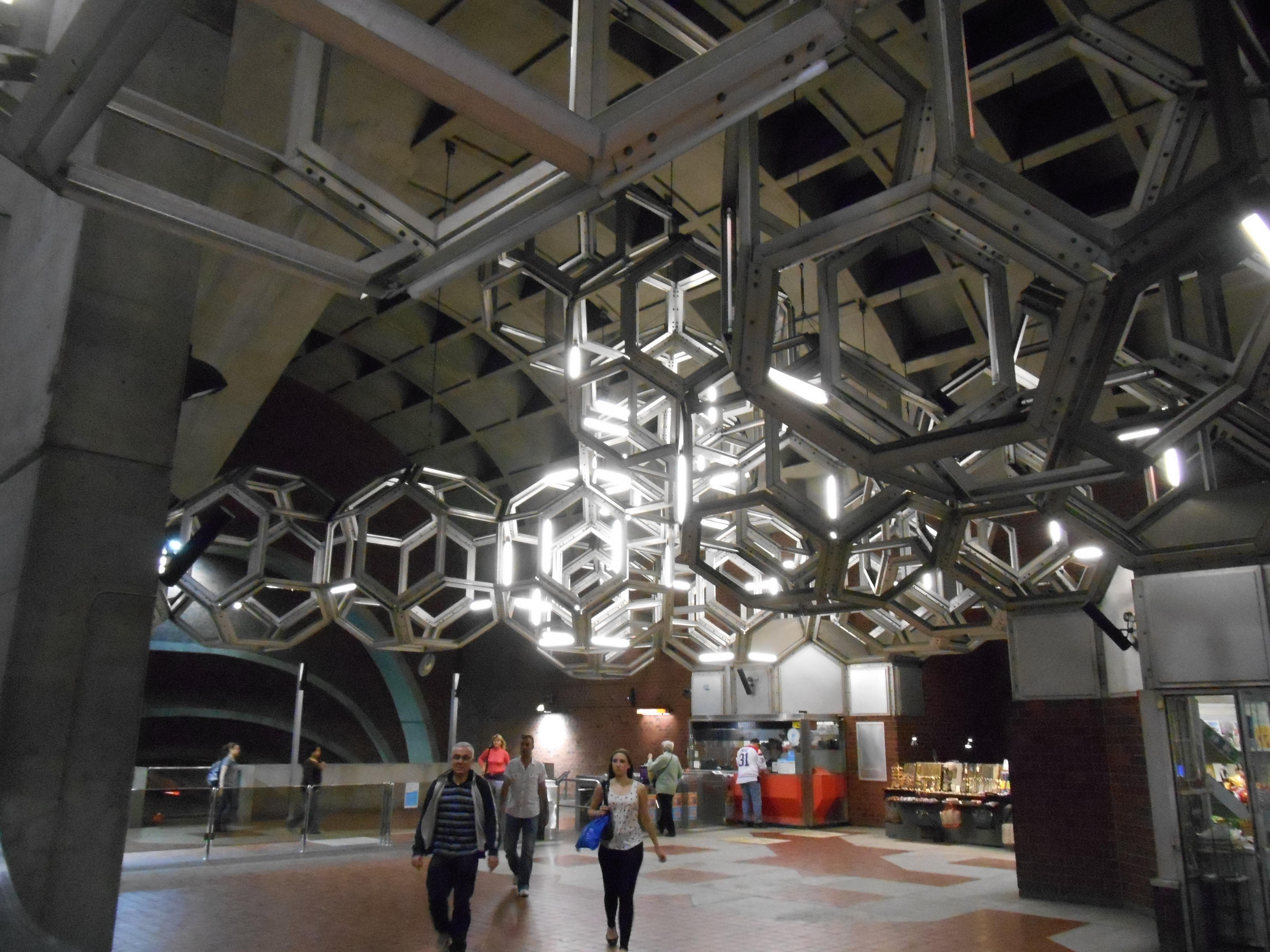
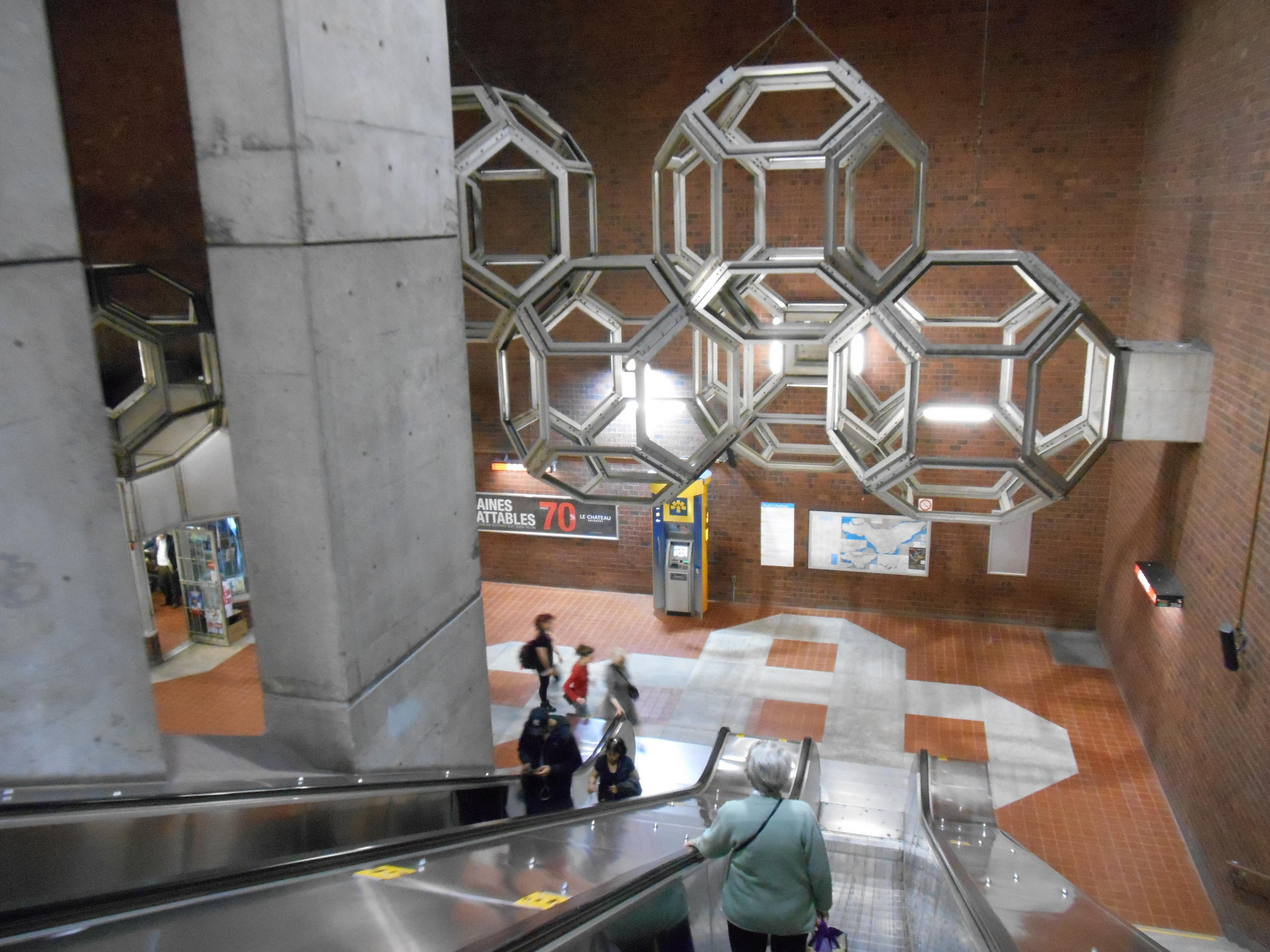

### Desserte
Namur est desservie : en direction de Montmorency, tous les jours à partir de 5h34, jusqu'à 0h34, semaine et dimanche, et 1h04 les samedis ; en direction de Côte-Vertu, tous les jours à partir de 6h03, jusqu'à 1h17, semaine et dimanche, et 1h47 les samedis. En semaine, les rames sont espacées de 3 à 5 minutes aux heures de pointe et de 4 à 10 minutes durant les heures creuses. En fin de semaine la fréquence de passage des rames est toutes les 6 à 12 minutes.

Installations et desserte
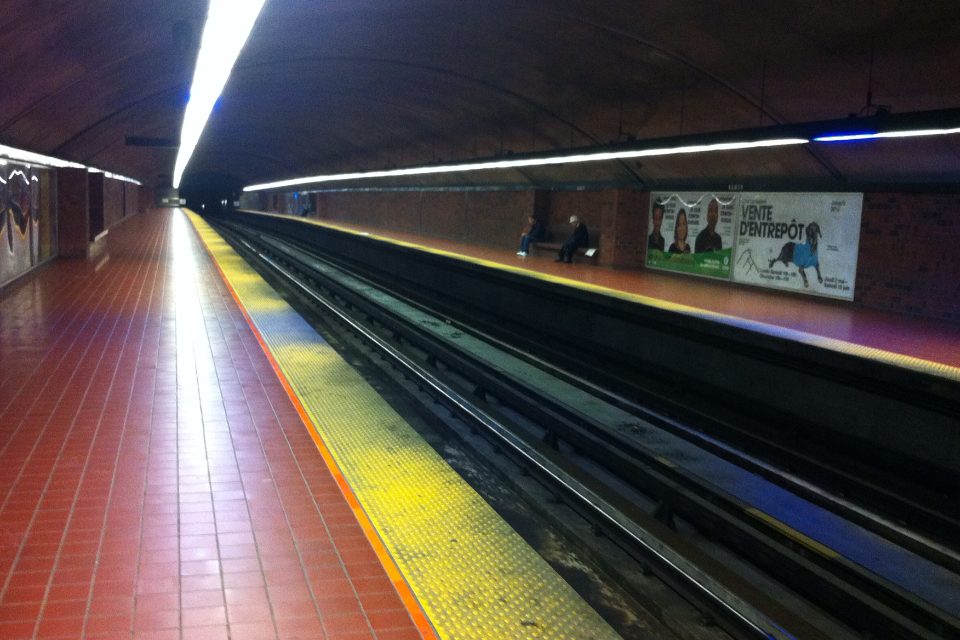
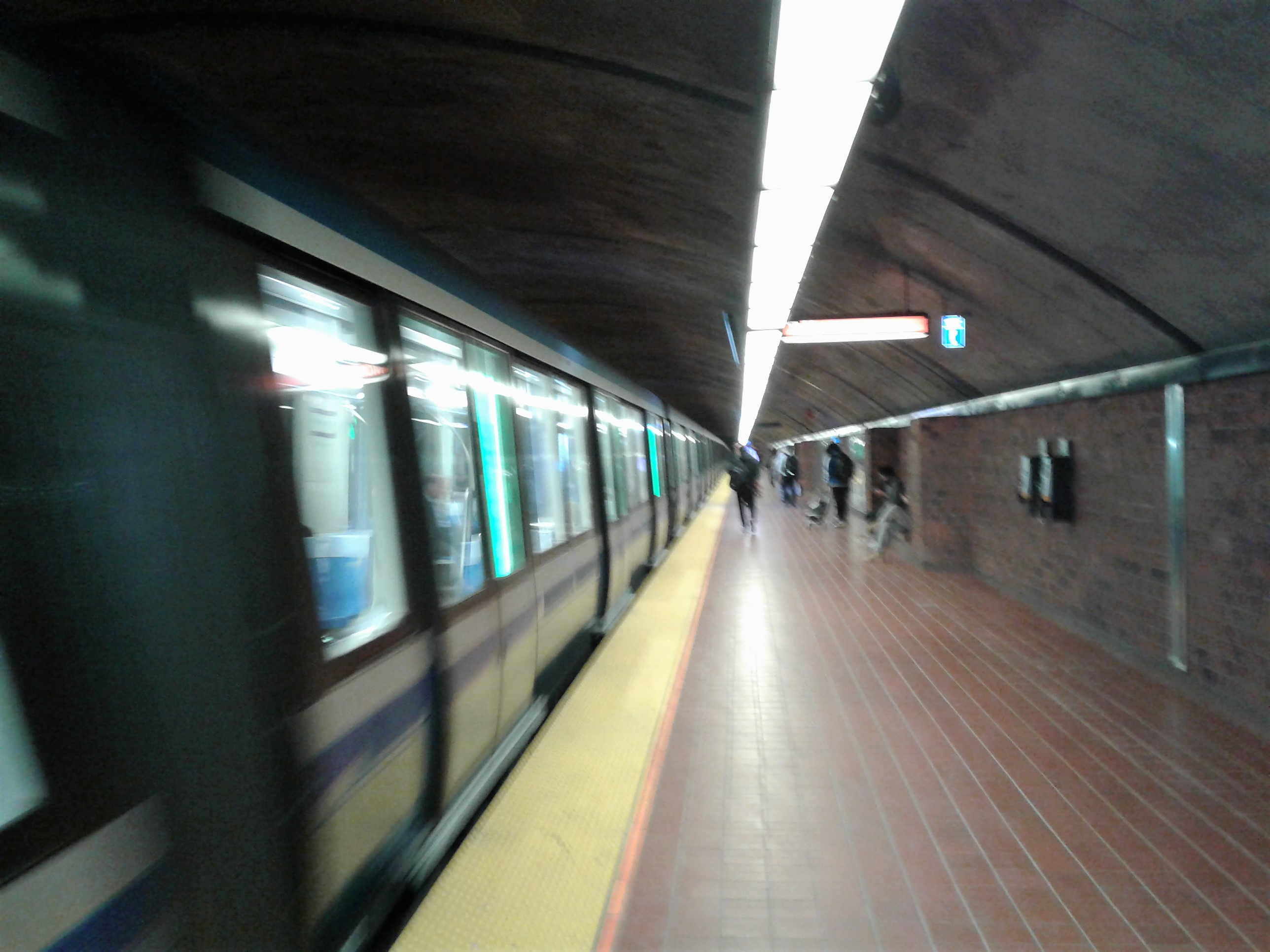
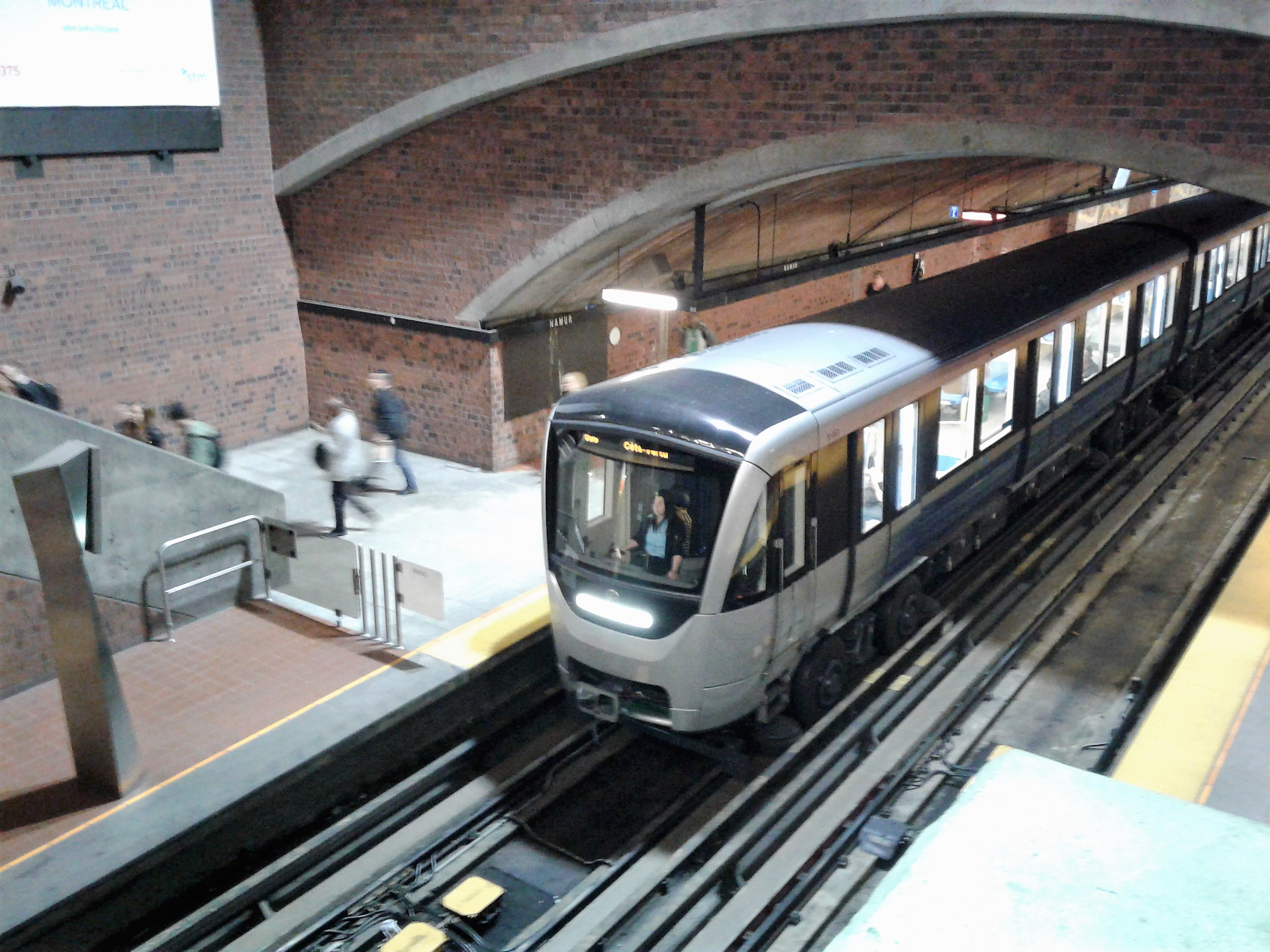

### Intermodalité
La station dispose de 35 places de stationnement extérieures pour les vélos. Elle est desservie par des bus des lignes : 17, 92 et 115 en journée ; 368, 369, 371, 372, 376 et 382 en service de nuit.

## L'art dans la station
En 1984, l'artiste québécois Pierre Granche (1948-1997) réalise une installation au plafond de la mezzanine de la station. Cette œuvre intitulée Système est « une structure spatiale et sculpturale composée de 28 unités modulaires en aluminium poli sert de support à l'éclairage de la mezzanine. Géométriques par leur forme, les modules font 3,3 mètres de diamètre et comportent 12 hexagones et 6 carrés chacun ».

Système de Pierre Granche
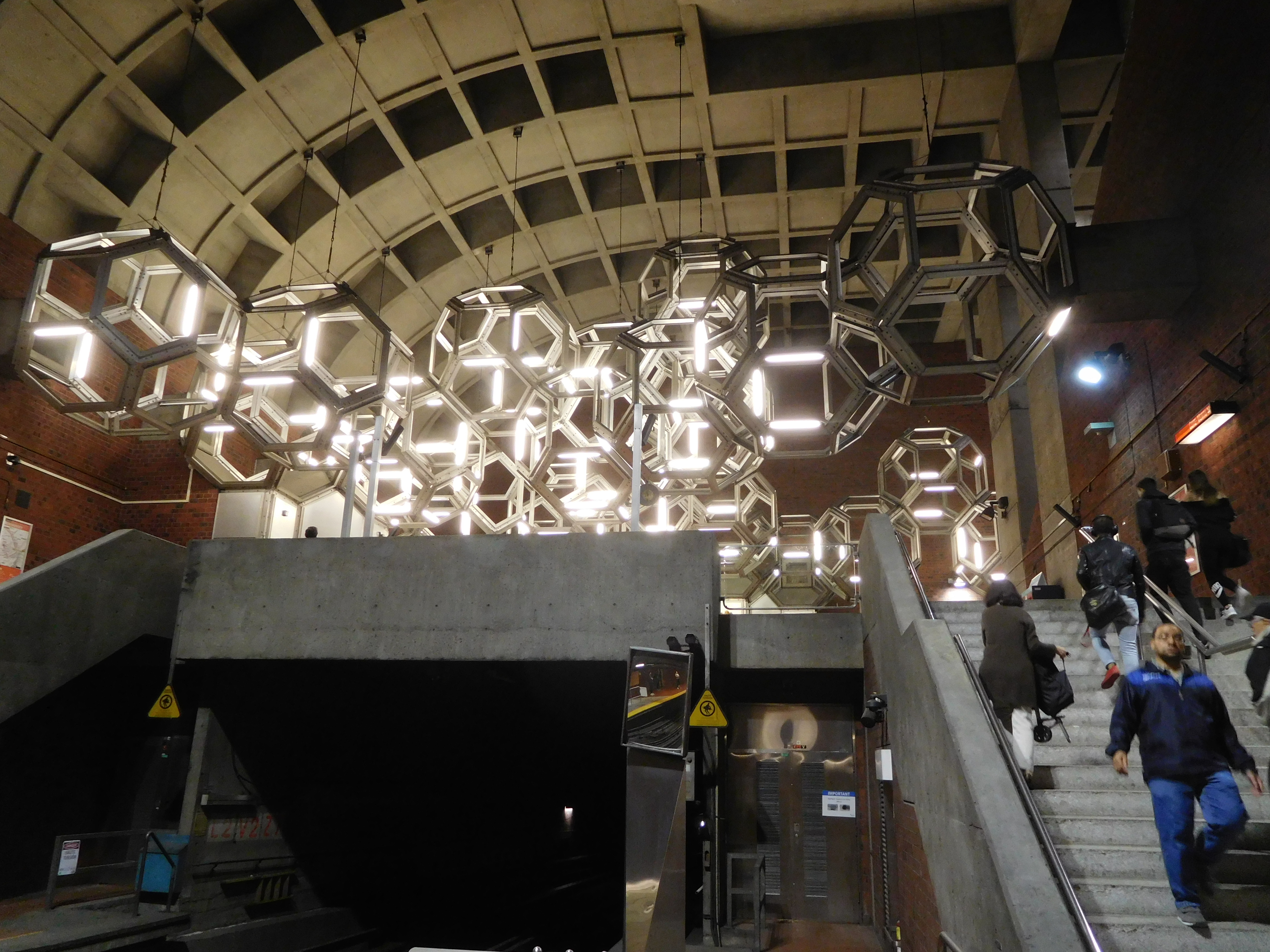
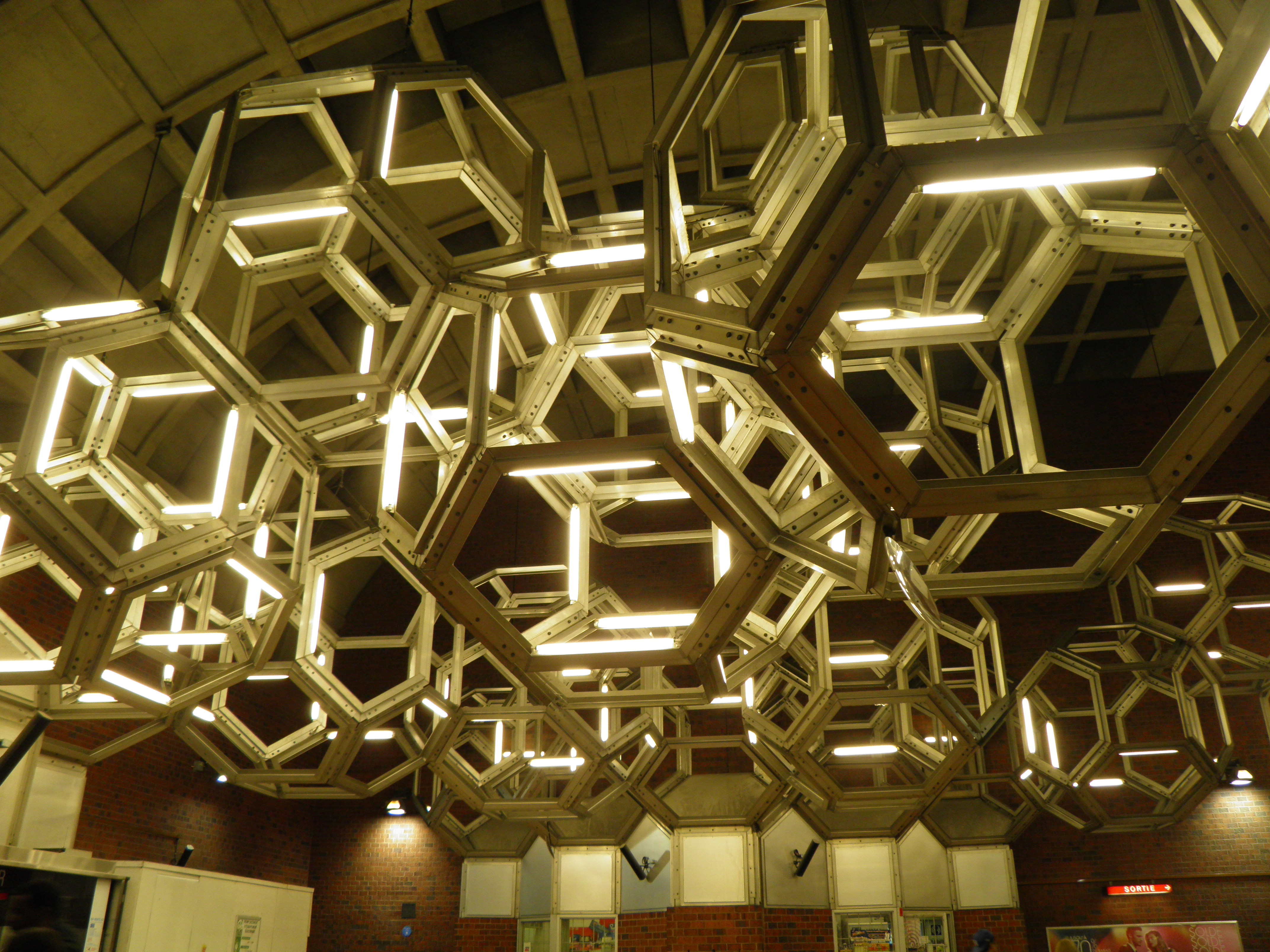
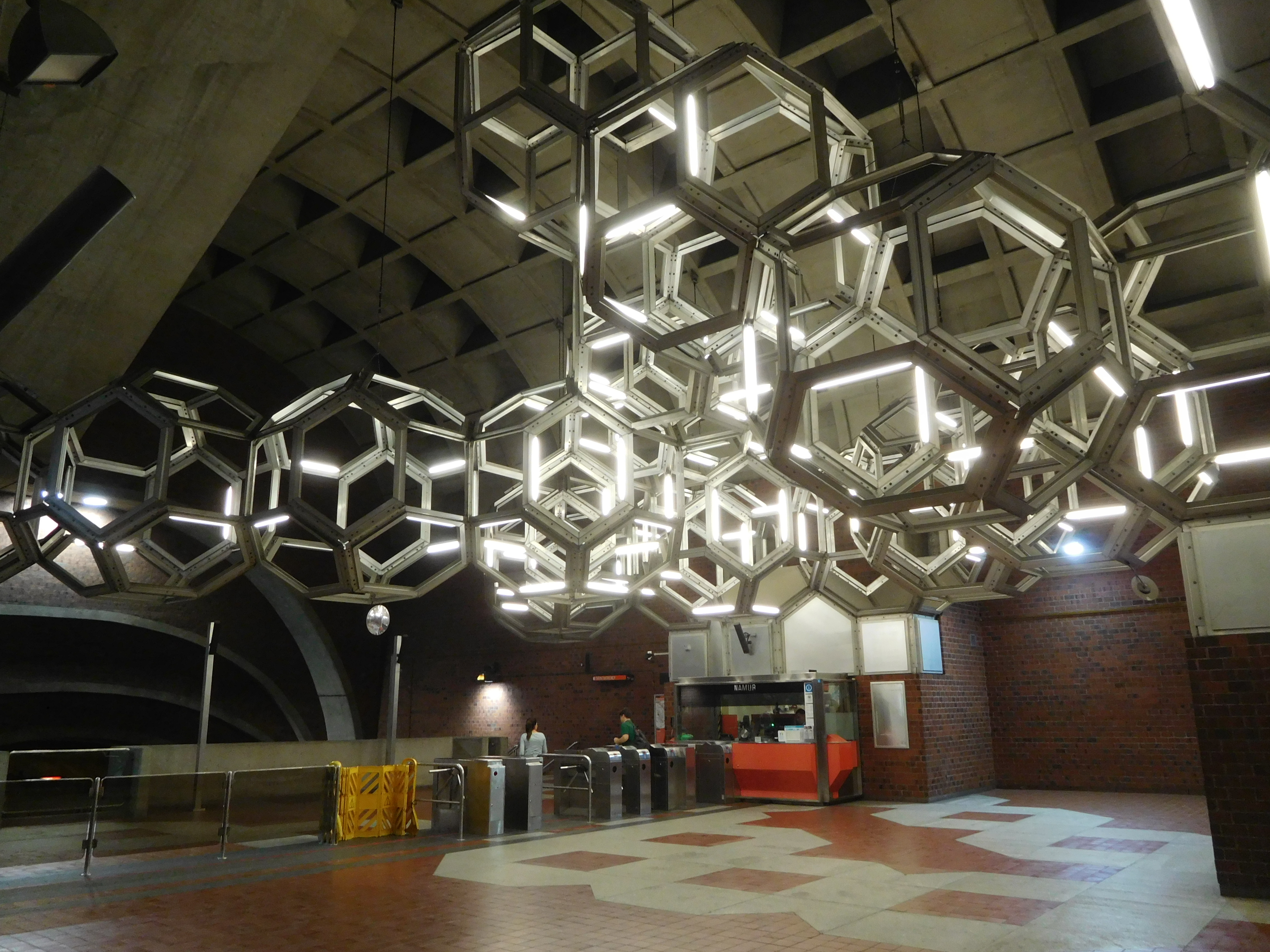

## À proximité
- Ancien Hippodrome de Montréal
- Gibeau Orange Julep
- Stationnement incitatif d'Exo
- SPCA de Montréal

## Projets
Il est prévu de créer un deuxième accès depuis l'autre côté de l'autoroute Décarie. Un plan de réaménagement de la zone est en cours de discussion. En 2020, est publié le rapport de la consultation publique du 17 septembre 2020 sur le projet d'aménagement de l'emplacement de l'ancien Hippodrome devenant le « quartier Namur-Hippodrome ». La station du métro est au cœur de ces réflexions et propositions, notamment la recommandation #23 « La commission recommande à la Ville de considérer la construction d'un édicule pourvu d'ascenseur à l'ouest du boulevard Décarie, afin d'assurer un lien sécuritaire et universellement accessible à la station de métro Namur, et de doter l'édicule situé à l'est d'un ascenseur ».